# Bixa
La bixa (Bixa orellana) és una espècie de planta silvestre i conreada per extreure'n dos colorants anomenats bixina i norbixina o arxiota. La família de les bixàcies (Bixaceae) només té un gènere Bixa i aquest una única espècie Bixa orellana. L'origen de la bixa és en les zones tropicals de l'Amèrica del Sud probablement a l'Amazones o entre el centre de Mèxic i el Carib. Actualment es conrea en totes les zones tropicals però es fa amb més intensitat a Amèrica llatina i el Carib.

## Morfologia
L'urucú és un petit arbre o arbust de fins a 5 metres d'alçada. Les fulles són simples amb forma cordiforme amb llargs pecíols i de disposició alternada. Flors hermafrodites de color blanc o rosat i disposades en raïms. El fruit és una càpsula de color vermell amb pèls gruixuts i diverses llavors.

## Usos i propietats
Des de temps precolombins s'havia utilitzant el colorant de color vermell que se n'obté per a maquillatge corporal i com a protecció contra insectes i ajut en la cicatrització de ferides.
Es considera que no és gens tòxic i resistent als agents químics però no a l'acció de la llum. S'utilitza per acolorir aliments i begudes, especialment margarina, mantega, formatges i altres derivats làctics. També s'utilitza en cosmètica o com a colorant industrial.
Es considera planta medicinal.
El colorant s'extreu de les llavors fresques o assecades al sol o en assecadors industrials. En petites explotacions l'annato s'extreu bullint les llavors i concentrant el colorant fins a obtenir una pasta i finalment una pols a la qual s'hi afegeix greix. El procés industrialitzat es fa utilitzant solvents químics 

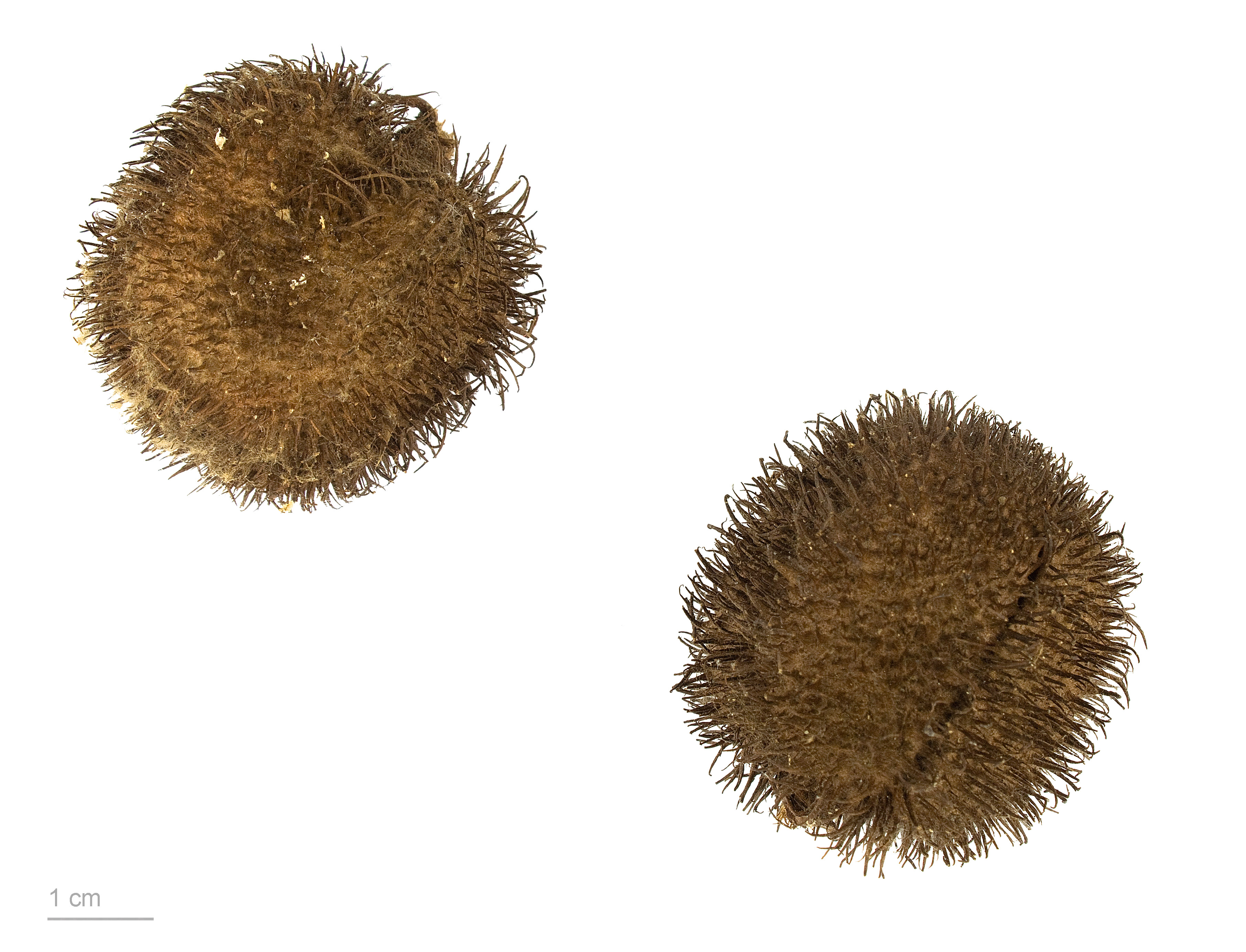
Bixa orellana
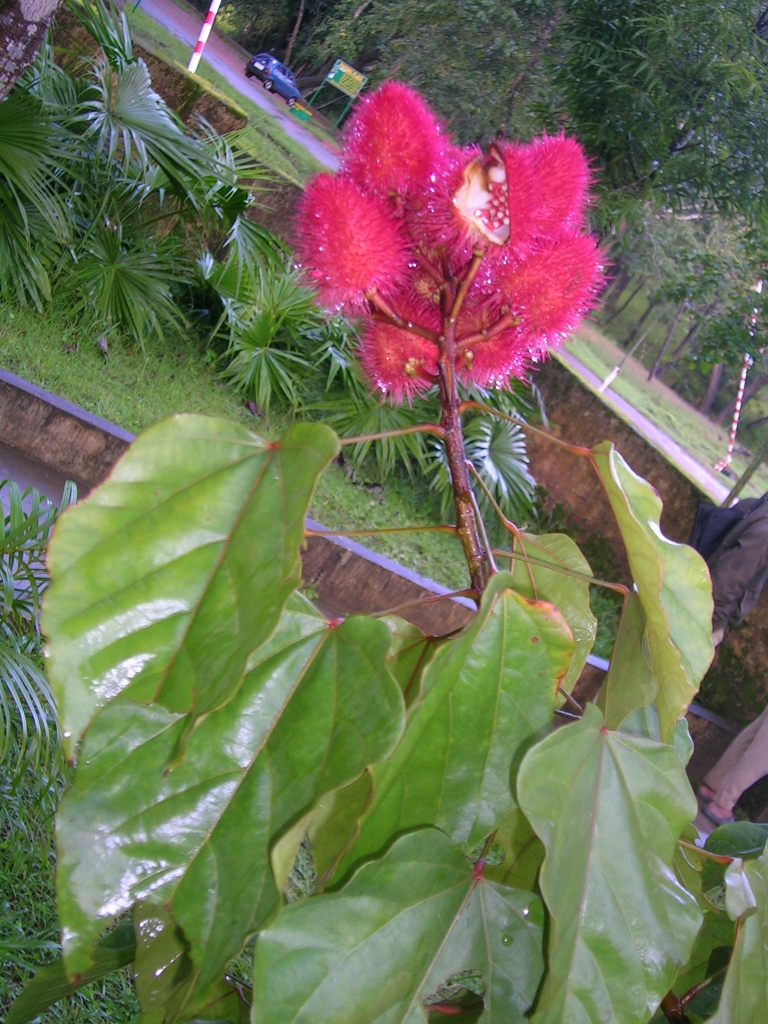
Fruit de la Bixa
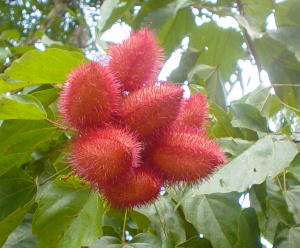
Una altra vista del fruit
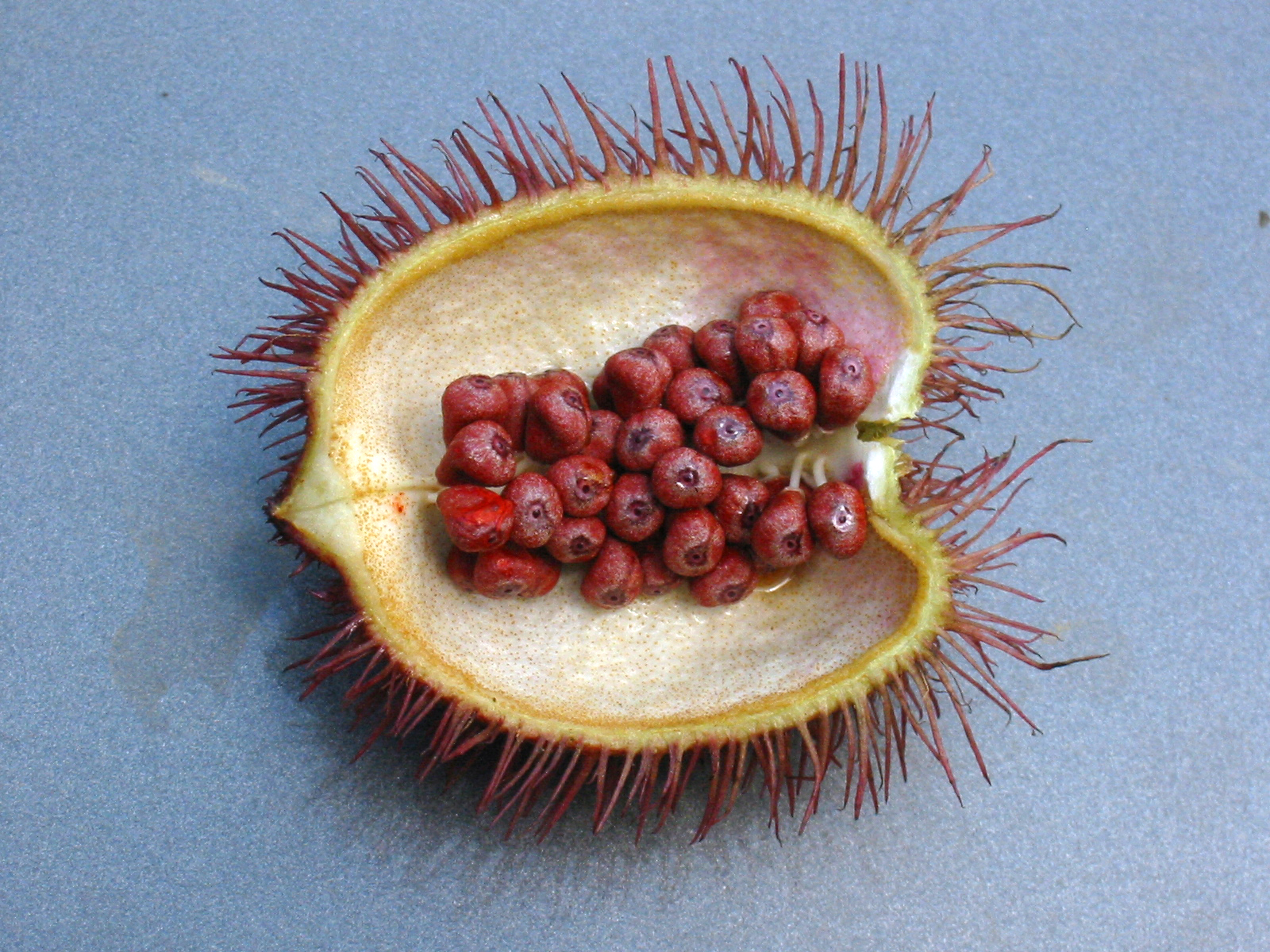
Detall de les llavors